# アクション・フランセーズ
アクション・フランセーズ（Action Française、アクシオン・フランセーズとも）とは、1894年に発生したドレフュス事件を契機として結成された、フランスの王党派組織。1899年に創刊された同名の機関紙に由来する。
シャルル・モーラスなどの反ドレフュス派の知識人を中心に結成され、間もなく王政支持に転向。最も徹底した反共和主義の運動として相当の影響力を持った。思想的には当時から敬遠されがちであったが、機関紙に掲載される文化面の評判が非常によく、世界的に活躍する識者たちもこれを目当てに同紙を購読していたという。

## イデオロギー
アクション・フランセーズの思想は、初期指導者の一人である文学者シャルル・モーラスがオルレアニストだったように、共和制の廃止と王政復古を核としていた点において、それまでの共和政下における国粋主義・右翼団体と異なっていた。ただし実際に王権を回復するのが目的というより、第三共和政に対する批判として君主制を掲げていたという側面が強い。この路線は提唱された当初は他の党員から「時代錯誤」と批判を受けたが、モーラスの熱心な説得によって最終的に採用され、反共主義と並んで重要なテーマとなった。1937年にオルレアン家と対立してからは表立った主張ではなくなった。
第一次世界大戦後は同盟国であったイタリア王国の国家ファシスト党に影響され、ファシズムも志向するようになった。民族面では普仏戦争から続く反ドイツ主義を掲げ、宗教面では反ユダヤ、反プロテスタント、反フリーメイソンを主張して国教としてのカトリックの地位の回復を支持していたが、過激な言動から1927年にバチカンからは破門されている。また、他の極右団体に対して敵愾心を持ち、しばしば内紛を起こしている。

## 歴史

### 創始

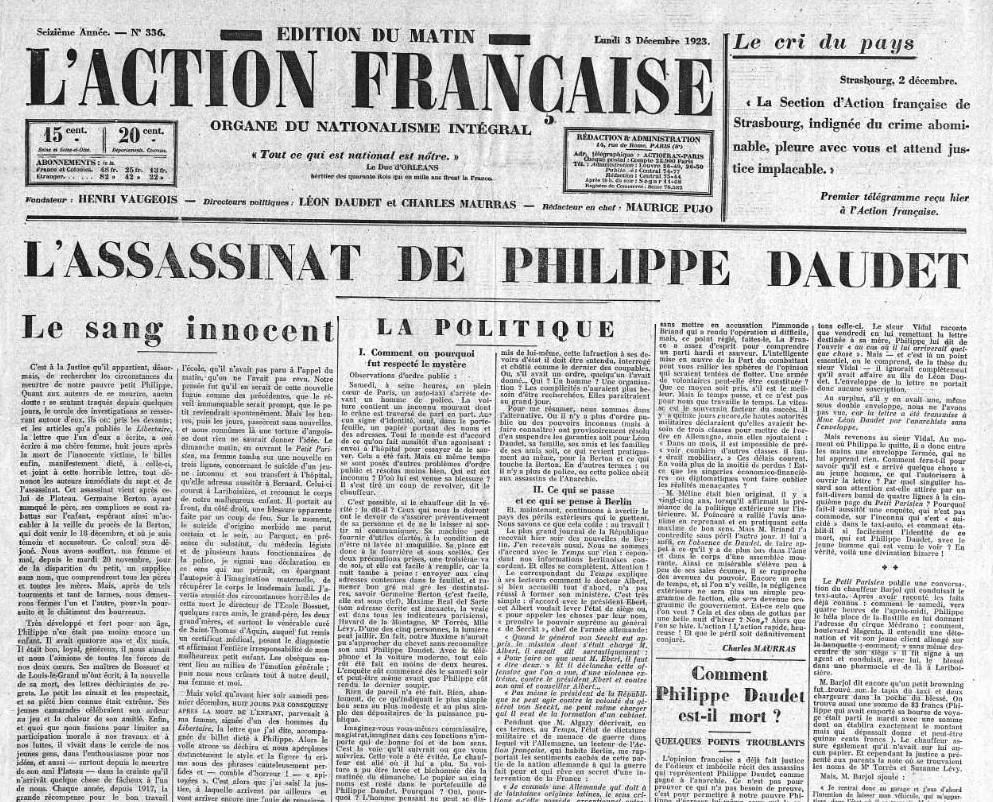
アクション・フランセーズ紙（1923年）

アクション・フランセーズは、哲学教授のアンリ・ヴォジョアとジャーナリストで文芸批評家のモーリス・ピュジョがドレフュス事件における反ドレフュス急進派を結集して創立した組織である。2人は1899年、機関紙『アクション・フランセーズ』を創刊して自説を展開した。さらに文学者・ジャーナリストシャルル・モーラス、作家アルフォンス・ドーデの息子レオン・ドーデ、歴史家ジャック・バンヴィルが加わり、やがてモーラス、ドーデ、バンヴィルの3人がアクション・フランセーズの指導者になった。このほか、経済学者ジョルジュ・ヴァロアらも加入している。

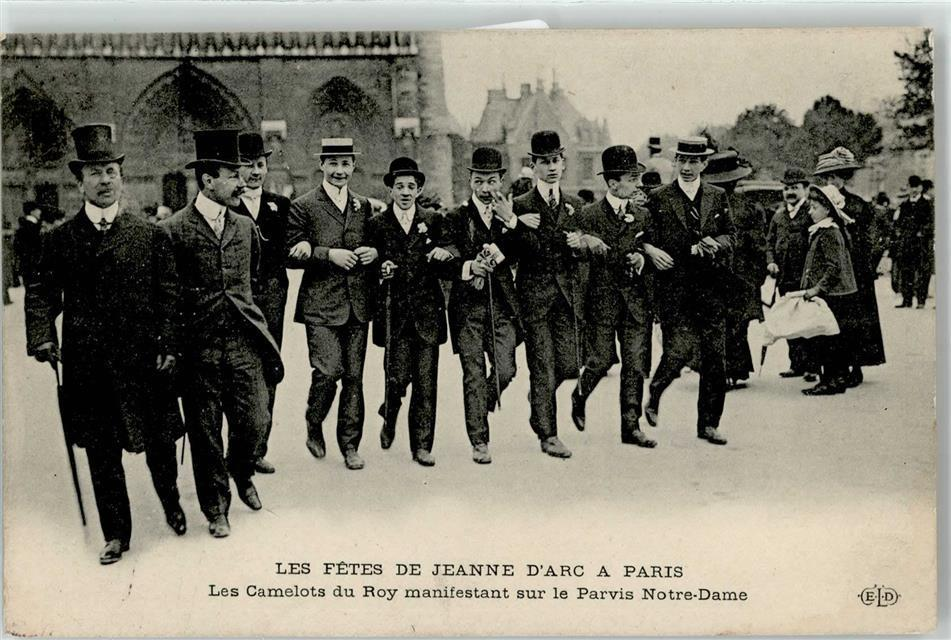
ノートルダム大聖堂前を闊歩するカムロ・デュ・ロア隊員

1905年に、政治団体としての「アクション・フランセーズ」を発足させた。1908年には、月2回発行の小冊子であった『アクション・フランセーズ』紙を日刊紙に発展させ、ヴォジョアが主筆に就任した。関連団体として「カムロ・デュ・ロア（Camelots du Roi、「王党員」の意）」という行動隊を有し、暴力的な直接行動を起こした。これは、『アクション・フランセーズ』紙販売のため雇われた売り子を集めて1908年に創設された団体であったが、のちに暴力組織に発展。共和国派や左翼団体に対する襲撃をたびたび行って恐れられた。

### 第一次世界大戦と戦間期

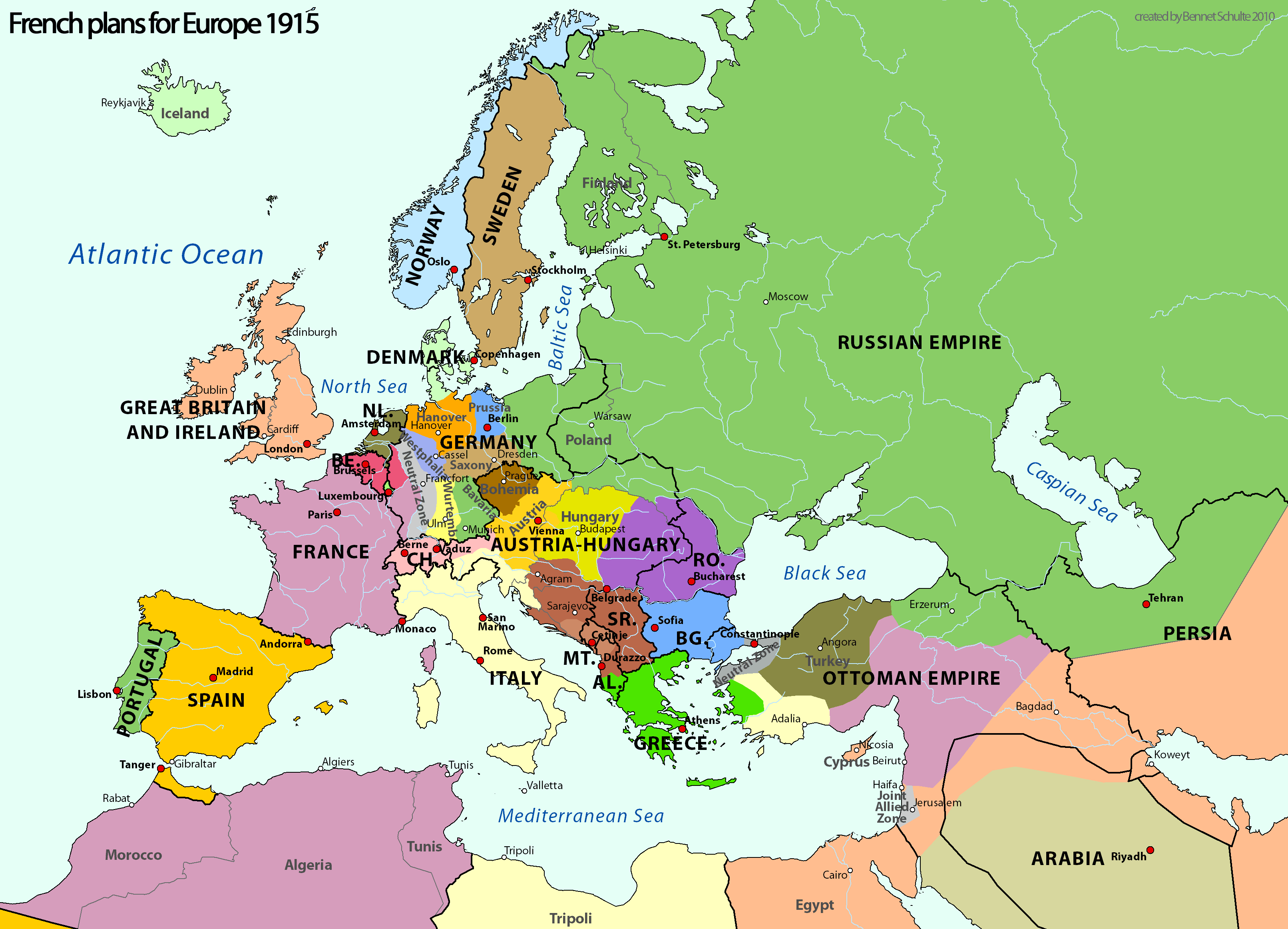
1915年にアクション・フランセーズが主張した第一次大戦後の欧州再編計画。ドイツ、オーストリア、トルコを解体し、その跡地に小国を分立させたり周辺国家に領土を併合させたりする計画だった。

第一次世界大戦の際には国粋主義と反ドイツの観点から戦争協力を優先、政府への攻撃は控え、ドイツへの復讐を主張する論陣を張って国民を鼓舞した。また戦勝後の講和内容についてもドイツは領邦国家時代と同じく複数の小国家に分割すべきであると主張した。具体的にはプロイセン政府、ハノーファー政府、バイエルン政府、ザクセン政府などの樹立を計画している。同様にオーストリア・ハンガリーやオスマン帝国の解体も主張している。1918年、戦争がイギリス・フランス・イタリア・アメリカを中心とした協商国の勝利に終わり、敗戦したドイツに対する制裁を定めたヴェルサイユ条約が締結された。アクション・フランセーズが主張した講和案は採用されず、革命によって自壊したオーストリア・ハンガリーとオスマン帝国と異なり、ドイツでは旧ドイツ帝国領の大部分を支配するヴァイマル共和国が成立した。
その後も旺盛に活動を続けたが、その過激な言動を憂慮した教皇ピウス11世は、1926年にアクション・フランセーズを異端として宣告、1928年にはモーラスの著作を禁書に指定した。1933年12月、バイヨンヌの市立信用金庫を舞台とする詐欺疑惑が浮上した（スタヴィスキー事件）。首相ショータンの親族や閣僚の一部が関与していたと報道されるや、事件は政治問題と化した。アクション・フランセーズはこの機に乗じ、政府や議会を激しく攻撃した。翌1934年の2月6日には、他の右翼団体と共にパリで大規模な反政府デモを展開し、警察や市民を巻き込んだ騒擾事件に発展した（1934年2月6日の危機）。このときの死者は16名、負傷者は2,300名余りと伝えられる（数字は資料によって若干異なる）。
オルレアン家の王位請求者ギーズ公ジャンやパリ伯アンリが独自の王政復古運動を展開し始めた1934年頃からは同家との対立を深め、1937年後半には遂にモーラスが「主権は国民に存する」とアクション・フランセーズ紙上で発表したため、オルレアン家から絶縁宣言を出されてしまう。アクション・フランセーズは反共・反独を旗印に活動を続け、ローマ進軍で政権を獲得したベニート・ムッソリーニ政権のイタリアとの提携を主張し、ファシズムにも接近した。

### ヴィシー政権

アクション・フランセーズのメンバー。1927年、撮影

1935年末/1936年、人民戦線内閣によって解散を命じられ、地下運動を余儀なくされた。1939年にカトリック教会と和解した後、第二次世界大戦中の1940年にペタン元帥を指導者とするフランス国が樹立されると、アクション・フランセーズは活動を再開した。しかしドイツへの再復讐ではなく、対独協力（コラボラシオン）を行うヴィシー政権への協力を表明して支持母体となり、反動的なフランス国民革命の実施に執心した。
「ただフランスあるのみ」と主張してペタン元帥が命じない限りいかなる抵抗、戦闘再開も認めない姿勢を取ったが、かつて展開した反独の主張を翻したことに不満を持つ者も多く古参の党員では離反者が相次いだ。レオン・ドーデは1942年に死去、シャルル・モーラスはナチスドイツ降伏とヴィシー政権解体後にナチス・ドイツに協力した廉により終身刑に処せられた。

### 戦後
第二次世界大戦後にヴィシー政府協力をとがめられて解散させられたが、モーリス・ピュジョの尽力によって1947年に再建された。2023年現在も活動を継続しているが、往年の勢いは失っている。
1981年の大統領選挙の際には、保守系の大統領候補ではなくかつてアクション・フランセーズに所属していたと噂されたことがある社会党の大統領候補フランソワ・ミッテラン（実際にはフランソワ・ド・ラロック率いる右翼団体「火の十字団」の青年組織「国民義勇兵団」のメンバーだった）を支持した。

## 関連書籍
- Eugen Weber: Action Française.Royalism and Reaction in Twentieth-Century France. 1962.
- 深沢民司『フランスにおけるファシズムの形成』 岩波書店、1999年、ISBN 4000246011
- 福田和也『奇妙な廃墟―フランスにおける反近代主義の系譜とコラボラトゥール』 国書刊行会、1989年／ちくま学芸文庫、2002年
- ジャック・プレヴォタ『アクシオン・フランセーズ　フランスの右翼同盟の足跡』 斎藤かぐみ訳、白水社 文庫クセジュ、2009年、ISBN 4560509425